# 暗殺者を撃て
『暗殺者を撃て』（あんさつしゃをうて、The Sell Out）は、1976年のイスラエル・イギリスのスパイ・アクション映画。監督はピーター・コリンソン、出演はリチャード・ウィドマークとオリヴァー・リードなど。元CIAの男が米ソ両国の殺し屋相手に繰り広げる戦いを描いている。

## ストーリー
サムはガブリエルと組んでCIAで活動してきたが、ガブリエルがソ連との二重スパイであると判明して以来、ガブリエルの元恋人・デボラとともにエルサレムで隠居していた。アメリカとソ連は、殺し屋ダッチマンを利用してガブリエルをイスラエルまで呼び出して排除することにした。
自分たちの国を諜報戦の場にしてほしくないイスラエル国防相は、ベンジャミン少佐を通じてガブリエルとサムの国外脱出に手を貸した。ところが、デボラも二重スパイであることが判明し、ガブリエルが自ら手を下す。
2人は殺し屋たちを退けヨルダンの国境付近まで到着するが、サムがイスラエル警備隊の発砲を受けて死ぬ。そして、ガブリエルは単身ヨルダンに到着する。

## キャスト
※括弧内は日本語吹替（初回放送1985年1月27日『日曜洋画劇場』）
- サム・ルーカス: リチャード・ウィドマーク（大塚周夫）
- ガブリエル・リー: オリヴァー・リード（内海賢二）
- デボラ: ゲイル・ハニカット（北島マヤ）
- ベンジャミン少佐: オリー・レヴィ（小林勝彦）
- ハリー・シックルズ: サム・ワナメイカー（坂口芳貞）
- カシアン将軍: ピーター・フライ（梶哲也）
- ダッチマン: ヴラデク・シェイバル（英語版）（保科三良）
- エラン中尉: アサフ・ダヤン（大塚芳忠）
- ザフロン: シュムエル・ロデンスキー（峰恵研）
- 署長: ヨエル・シャー（平林尚三）

### 日本語吹替版スタッフ
- 演出：小林守夫
- 翻訳：岩佐幸子
- 調整：丹波晴道
- 効果：東上別符精、TFCグループ
- 担当：猪谷敬二
- 制作：東北新社